# Мальченко, Сергей Эдуардович
Серге́й Эдуа́рдович Ма́льченко (род. 2 ноября 1963, Тула) — советский и российский легкоатлет, специалист по прыжкам в высоту. Выступал на международной арене в середине 1980-х — начале 1990-х годов, обладатель серебряной медали чемпионата Европы, победитель и призёр первенств национального значения, участник ряда крупных международных турниров. Представлял Москву и ЦСКА. Мастер спорта СССР международного класса.

## Биография
Сергей Мальченко родился 2 ноября 1963 года в Туле.
Начал заниматься лёгкой атлетикой в 1978 году, проходил подготовку в Москве, выступал за ЦСКА.
Первого серьёзного успеха добился в 1986 году, когда в прыжках в высоту выиграл бронзовую медаль на чемпионате СССР в Киеве. Попав в основной состав советской национальной сборной, побывал на чемпионате Европы в Штутгарте, откуда привёз награду серебряного достоинства — уступил здесь только соотечественнику Игорю Палкину. Также в этом сезоне был четвёртым на Играх доброй воли в Москве, взял бронзу на IX летней Спартакиаде народов СССР в Ташкенте.
В 1987 году стал бронзовым призёром на чемпионате СССР в Брянске, стартовал на чемпионате мира в Риме, но в финал квалифицироваться не смог.
В 1988 году одержал победу на зимнем чемпионате СССР в Волгограде, стал вторым на летнем чемпионате СССР в Таллине. На соревнованиях в Чехословакии установил свой личный рекорд и рекорд России в прыжках в высоту на открытом стадионе — 2,38 метра. Тем самым показал второй лучший результат мирового сезона, пропустив вперёд титулованного кубинца Хавьера Сотомайора.
В 1989 году отметился выступлением на чемпионате Европы в помещении в Гааге, где с результатом в 2,24 метра занял итоговое шестое место.
На зимнем чемпионате СССР 1990 года в Челябинске добавил в послужной список серебряную награду, превзошёл всех соперников на Финале Гран-при IAAF в Афинах.
После распада Советского Союза ещё в течение некоторого времени оставался действующим спортсменом и продолжал принимать участие в различных всероссийских стартах. Так, в 1994 году выиграл бронзовую медаль на зимнем чемпионате России в Липецке.
За выдающиеся спортивные достижения удостоен почётного звания «Мастер спорта СССР международного класса».
Его сын Эдуард Мальченко тоже стал достаточно известным прыгуном в высоту, победитель летней Универсиады 2009 года.